# 2011 UF411
2011 UF411, também escrito como 2011 UF411, é um objeto transnetuniano que está localizado no Cinturão de Kuiper, uma região do Sistema Solar. Este corpo celeste é classificado como um twotino, pois, o mesmo está em uma ressonância orbital de 1:2 com o planeta Netuno. Ele possui uma magnitude absoluta de 8,4 e tem um diâmetro estimado de 92 km.

## Descoberta
2011 UF411 foi descoberto no dia 26 de outubro de 2011 pelo astrônomo M. Alexandersen.

## Órbita
A órbita de 2011 UF411 tem uma excentricidade de 0,345 e possui um semieixo maior de 47,635 UA. O seu periélio leva o mesmo a uma distância de 31,214 UA em relação ao Sol e seu afélio a 64,055 UA.